# Instinto

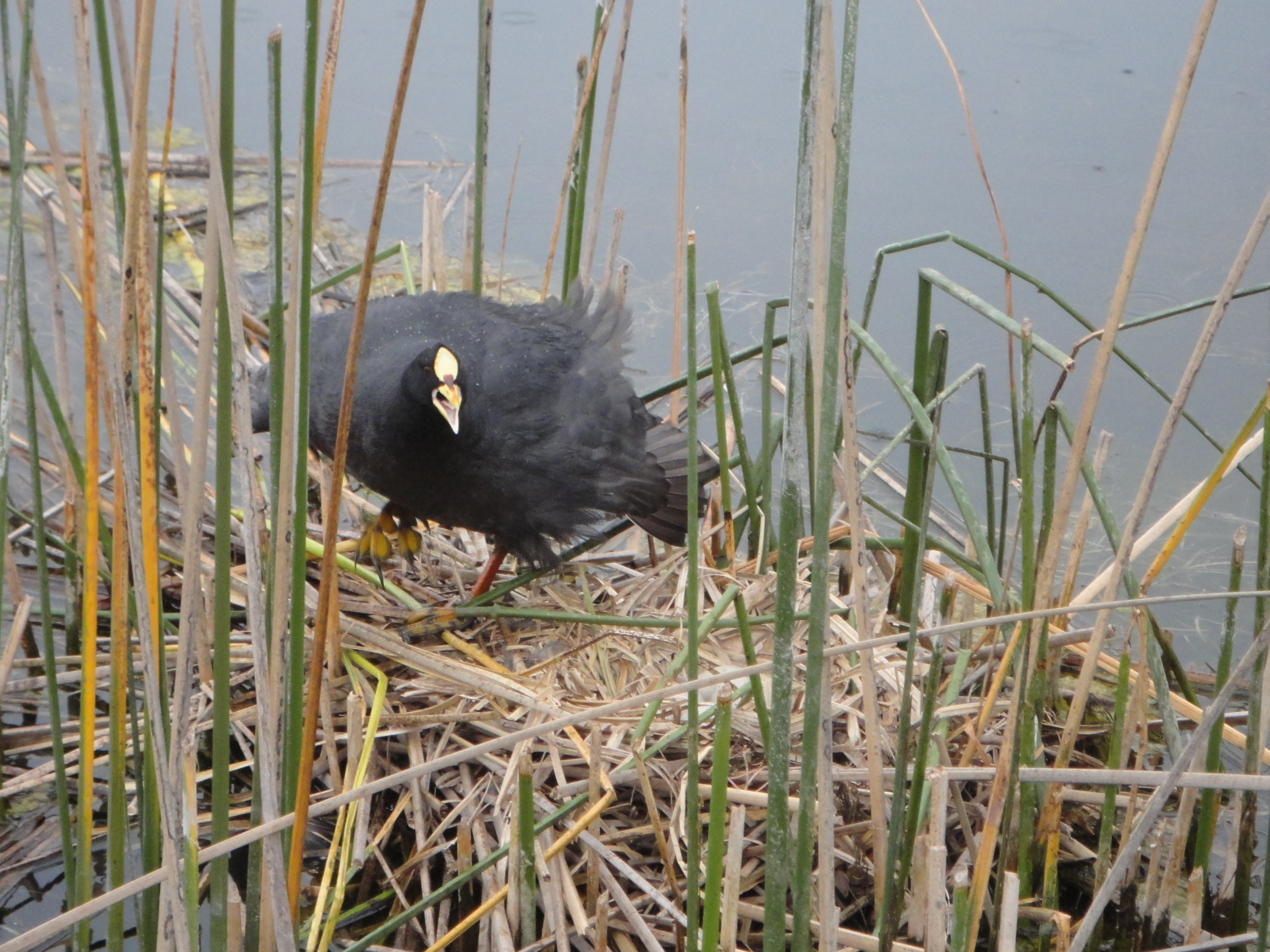
Instinto de defensa de la puesta.

El instinto —del latín instinctus ‘impulso, motivación’ y este del verbo instingere, a su vez formado por el prefijo in−, ‘desde adentro, interno’ y el verbo stingere, ‘pinchar, impulsar, motivar’— es un complejo de reacciones exteriores, determinadas, hereditarias, colectivas, comunes a todos los individuos de la misma especie y adaptadas a un fin, en la que el sujeto que obra generalmente no tiene conciencia.
Se define biológicamente como una pauta hereditaria de comportamiento cuyas características son las siguientes:
- Es común en toda la especie, las excepciones y variabilidad son mínimas, explicándose por el instinto mismo.
- Posee finalidad adaptativa.
- Es de carácter complejo, es decir, consta de una serie de pasos para su producción: percepción de la necesidad.

Cualquier comportamiento es instintivo si se realiza sin basarse en una experiencia previa (es decir, en ausencia de aprendizaje) y, por tanto, es una expresión de factores biológicos innatos. Las tortugas marinas, recién nacidas en una playa, se desplazan instintivamente hacia el océano. Un marsupial se mete en la bolsa de su madre nada más nacer. Otros ejemplos son las peleas entre animales, el comportamiento de cortejo, las funciones internas de escape y la construcción de nidos. Aunque un instinto se define por sus características innatas invariables, los detalles de su funcionamiento pueden modificarse con la experiencia; por ejemplo, un perro puede mejorar su capacidad de escucha con la práctica.
Los instintos son patrones de comportamiento complejos innatos que existen en la mayoría de los miembros de la especie y deben distinguirse de los reflejos, que son respuestas simples de un organismo a un estímulo específico, como la contracción de la pupila en respuesta a una luz brillante o el movimiento espasmódico de la parte inferior de la pierna cuando se golpea la rodilla. La ausencia de capacidad volitiva no debe confundirse con la incapacidad de modificar patrones de acción fijos. Por ejemplo, las personas pueden ser capaces de modificar un patrón de acción fijo estimulado reconociendo conscientemente el punto de su activación y simplemente dejar de hacerlo, mientras que los animales sin una capacidad volitiva suficientemente fuerte pueden no ser capaces de desvincularse de sus patrones de acción fijos, una vez activados.

## El instinto en los humanos
Concepciones sostenidas tanto desde la biología como desde las ciencias sociales (antropología, psicología, sociología),(cuales?) han procurado demostrar que el ser humano carece de estas pautas complejas, aunque sí trae consigo otros tipos de mecanismos más simples como el reflejo. El psiquismo humano surgiría entonces como una forma adaptativa que procura suplir las carencias biológicas incorporando un determinismo que no tiene relación directa con lo biológico, sino que es psíquico, aunque se apoya en aquel[cita requerida].
Desde esta perspectiva, la vida social está entramada con la cultura y las formas de producción y dependencia mutua, y el instinto de supervivencia es nulo dada la prematurez de la cría humana[cita requerida]. y el hecho de que no se han encontrado conductas con las características dadas más arriba. No habría tampoco un instinto de reproducción, porque el ser humano en su conducta sexual no responde a dichos caracteres: la falta de un objeto fijo y determinado y la imposibilidad de cancelación de la necesidad destierran esa posibilidad.[cita requerida].

### Teorías biologicistas
Según algunas posturas biologicistas, en los humanos se distinguen dos instintos, el instinto de supervivencia y el instinto de reproducción, aunque recientemente se han encontrado indicios de que podría existir otro, el instinto religioso, asociado a una zona del cerebro que muestra intensa actividad durante los episodios de epilepsia[cita requerida], aunque dicha zona es estimulada por la meditación y conexión religiosa en cualquier persona, esta parte del cerebro es conocida como lóbulo parietal.

### Psicoanálisis
Según Sigmund Freud, el ser humano carecería de instintos, y en su lugar tendría pulsiones, subdivididas en pulsión de vida y pulsión de muerte.

En el gráfico podemos ver que el líquido que se va acumulando es la energía específica de acción (EEA). La válvula serán los mecanismos desencadenates innatos (MDI), el peso de la válvula representa el estímulo llave. La salida es la pauta fija de acción.

### El modelo psicohidráulico (mecanismo desencadenante innato)
Konrad Lorenz propuso un mecanismo para explicar el instinto.  En este modelo se identifican las pautas fijas de acción (comportamientos que se dan siempre con la misma estructura o muy similar). Dichas pautas responden a ciertos estímulos llamados llave. Estos van a operar sobre determinados tipos de mecanismos llamados mecanismos desencadenantes innatos (MDI), los cuales al activarse serán los responsables de disparar la actividad nerviosa que dará como resultado la pauta fija de acción.
El modelo agrega un factor: “el disparo al vacío”, que ocurre cuando la pauta lleva mucho tiempo sin realizarse. Pasado un período determinado, el comportamiento será consumado ante un estímulo  de menor intensidad o la falta absoluta de este. 
Lorenz, al observar estos disparos al vacío, formuló la existencia de algo que se acumulaba y llegado un punto terminaba produciendo el comportamiento por sí solo. A lo que se acumula le dio el nombre de energía específica de acción (EEA). De acción por disparar el comportamiento, específica porque esa energía que se acumula es para dicho comportamiento instintivo y no otro. El término energía lo utiliza como una analogía ya que es algo que puede acumularse y ser consumido (tiempo después se arrepentirá de haber utilizado la palabra energía). 
Encontramos aquí dos factores relacionados que nos permiten identificar un instinto. La energía específica de acción, la misma una vez consumida deberá volver a acumularse para que el comportamiento sea ejecutado ante la presencia del estímulo llave o, en su ausencia, ocurrir el disparo al vacío. 
En la imagen se puede observar un gráfico que representa este modelo. 
Este modelo, si bien permite explicar el instinto, deja de lado los mecanismos de control superior y no sirve para explicar ciertos tipos de instintos.

## Casos particulares en humanos
Entre los posibles ejemplos de comportamiento influenciado por el instinto en los seres humanos se encuentran los siguientes.
1. La preparación congénita para desarrollar miedo a serpientes y arañas se encontró en bebés de seis meses.[3]
2. Se cree que el llanto infantil es una manifestación del instinto. El lactante no puede protegerse de otro modo para sobrevivir durante su largo periodo de maduración. El vínculo paterno y el vínculo materno se manifiestan especialmente en respuesta al llanto del lactante. Su mecanismo se ha dilucidado en parte mediante observaciones con resonancia magnética funcional del cerebro de los padres.[4][5]
3. El instinto de manada se encuentra en los niños humanos y en los bebés chimpancé, pero aparentemente está ausente en los orangutanes jóvenes.[6]
4. Las hormonas están vinculadas a formas específicas del comportamiento humano, como la sexualidad.[7] Los altos niveles de testosterona se asocian a menudo en una persona (hombre o mujer) con agresividad.[8][9] La disminución del nivel de testosterona tras el nacimiento de un hijo se encontró entre los padres.[10] [11]
5. Se sugirió que el comportamiento higiénico en los humanos era en parte instintivo, basado en emociones como el asco.[12][13]
6. Vínculo maternal o instinto maternal es cuando una madre desarrolla una relación con un hijo para procurar su bienestar. La oxitocina materna es la hormona y el neuropéptido que se considera responsable de predisponer a las mujeres a mostrar conductas de vinculación y apego.[14][15]
7. Autoconservación en las personas en general es cuando tenemos el instinto de supervivencia.[16] [17]
8. Cooperación el comportamiento o instinto social se ha postulado como un instinto necesario para la supervivencia futura de las personas.[18]
9. Resistencia al cambio es la dificultad que experimenta una persona cuando trata de empujar contra las sugerencias que se le hacen para que cambie de conducta o acepte ciertos tratamientos independientemente de si mejorará o no su estado, permite una gratificación instintiva.[19]
10. Comportamiento adaptativo al entorno es una característica fenotípica innata heredada, ya sea heredada como instintos intrínsecos, o como una capacidad neuropsicológica que favorece el aprendizaje. Algunos ejemplos son apareamiento, búsqueda de comida, conciencia situacional, establecimiento del orden de picoteo y vocalizaciones.

## En la evolución
La impronta proporciona un ejemplo de instinto. Esta compleja respuesta puede implicar señales visuales, auditivas y olfativas en el entorno que rodea a un organismo. En algunos casos, la impronta vincula a una cría con su progenitor, lo que supone un beneficio reproductivo para la supervivencia de la cría. Si una cría tiene apego a un progenitor, es más probable que permanezca cerca bajo la protección paterna. Las crías apegadas también tienen más probabilidades de aprender de una figura parental cuando interactúan estrechamente. (Los beneficios reproductivos son una fuerza impulsora de la selección natural).
El entorno es un factor importante en la evolución del comportamiento innato. Una hipótesis de Michael McCollough, psicólogo positivo, explica que el entorno desempeña un papel clave en comportamientos humanos como el perdón y la venganza. Esta hipótesis teoriza que diversos entornos sociales hacen que prevalezca el perdón o la venganza. McCollough relaciona su teoría con la teoría de juegos. En una estrategia de ojo por ojo, la cooperación y la represalia son comparables al perdón y la venganza. La elección entre ambos puede ser beneficiosa o perjudicial, dependiendo de lo que elija el organismo-socio. Aunque este ejemplo psicológico de la teoría de juegos no tiene resultados tan directamente mensurables, proporciona una interesante teoría del pensamiento único. Desde un punto de vista más biológico, el sistema límbico del cerebro funciona como la principal área de control de la respuesta a determinados estímulos, incluida una variedad de comportamientos instintivos. El sistema límbico procesa estímulos externos relacionados con las emociones, la actividad social y la motivación, que propagan una respuesta conductual. Algunos comportamientos son el cuidado maternal, la agresión, la defensa y la jerarquía social.  Estos comportamientos están influidos por estímulos sensoriales: la vista, el oído, el tacto y el olfato.
Dentro de los circuitos del sistema límbico, hay varios lugares en los que la evolución podría haber tenido lugar, o podría tener lugar en el futuro. Por ejemplo, muchos roedores tienen receptores en el órgano vomeronasal que responden explícitamente a estímulos depredadores que se relacionan específicamente con esa especie individual de roedor. La recepción de un estímulo depredador suele crear una respuesta de defensa o miedo. El apareamiento en las ratas sigue un mecanismo similar. El órgano vomeronasal y el epitelio olfativo principal, denominados conjuntamente sistema olfativo, detectan feromonas del sexo opuesto. Estas señales viajan entonces a la amígdala medial, que dispersa la señal a diversas partes del cerebro. Las vías implicadas en los circuitos innatos son extremadamente especializadas y específicas. En este complejo proceso intervienen diversos órganos y receptores sensoriales.
El instinto es un fenómeno que puede investigarse desde multitud de ángulos: genética, sistema límbico, vías nerviosas y entorno. Los investigadores pueden estudiar niveles de instintos, desde moleculares hasta grupos de individuos. Se han desarrollado sistemas extremadamente especializados, que dan lugar a individuos que exhiben comportamientos sin aprenderlos.